# Michel Crozier
Pour les articles homonymes, voir Crozier.
Michel Crozier, né le 6 novembre 1922 à Sainte-Menehould (Marne) et mort le 23 mai 2013 à Paris 14e, est un sociologue français.
Il est le principal concepteur de l'analyse stratégique et de l'action collective en sociologie des organisations. Il a été enseignant de sociologie à l'Institut d'études politiques de Paris.
À partir de 1999, il est membre de l'Académie des sciences morales et politiques (élu au fauteuil de François Lhermitte).

## Biographie

### Jeunesse et études
Michel Crozier suit des études économiques et commerciales à HEC Paris. Il obtient une licence de droit en 1949. Il est docteur en lettres en 1969.

### Parcours professionnel
Michel Crozier part sur le terrain aux États-Unis pour étudier les syndicats. Quatorze mois d'études lui donnent le goût de l'enquête et du travail sur le terrain.
Revenu en France, il publie les résultats de son enquête, passe un doctorat en droit et entre au Centre national de la recherche scientifique (CNRS) avec pour projet d'étudier « pourquoi les employés n'ont pas la conscience de classe que leur suppose la théorie marxiste ? ».
Il travaille au sein de l'ISST (Institut des Sciences Sociales et du Travail), adossé au CNPF (devenu MEDEF), qui se fonde à cette époque avec des financements de l'aide Marshall.
Les résultats de sa première recherche empirique sur les Chèques Postaux, publiés au CNRS sous le titre Petits fonctionnaires au travail, le font connaitre des sociologues du travail réunis autour de Georges Friedmann.
Entre 1955 et 1959, les enquêtes se succèdent : recherche-action dans une grande banque, recherche extensive dans six compagnies d'assurances, enquête dans les manufactures de tabac du SEITA.
En 1959, il est invité par la Fondation Ford à Palo Alto en Californie, ce qui le conduit à publier en anglais, puis en français sa thèse d'État : Le Phénomène bureaucratique (1964). Comme l'indique le sous-titre de l'ouvrage (Essai sur les tendances bureaucratiques des systèmes d'organisation modernes et sur leurs relations en France avec le système social et culturel.), Crozier explique que le système bureaucratique français ne correspond pas au modèle d'organisation rationnelle décrit dans Économie et société, l'ouvrage de référence de Max Weber. Et ce, pour deux raisons principales : d'une part, Crozier met en évidence l'existence en France d'un modèle culturel national de bureaucratie, d'autre part, il met en exergue le rôle des stratégies des acteurs dans les dysfonctionnements organisationnels.
Cet ouvrage contient les bases de ce qui deviendra plus tard son « Analyse stratégique des Organisations ».
En 1959 toujours, il crée avec quatre autres sociologues (Jean-Daniel Reynaud, Alain Touraine, Jean-René Tréanton) la revue Sociologie du travail.
Michel Crozier fonde en 1962 au CNRS une équipe de recherche : le Centre de sociologie des organisations (CSO) où il continue d'approfondir son approche de l'analyse des organisations, mais où il ouvre un nouveau chantier sur le thème de « L'administration française, face au changement ».
Il est recruté comme enseignant à l'Institut d'études politiques de Paris. En 1961, il fonde à l'Institut d'études politiques de Paris le Centre de sociologie des organisations, transformé en laboratoire du CNRS en 1976. Il en est le directeur jusqu'en 1993. Il est professeur de sociologie à l'université Paris-Nanterre de 1967 à 1968. Il est président de la Société française de sociologie entre 1970 et 1972.
En 1975, il fonde le DEA de sociologie de l'IEP de Paris, qu'il dirige jusqu'en 1982.
Avec Erhard Friedberg dans L'Acteur et le Système, en 1977, il présente les éléments d'une théorie organisationnelle de l'action collective.
Celle-ci veut étendre l'approche utilisée pour l'analyse des organisations à l'étude des systèmes d'action qui sous-tendent l'action collective, en dehors du cadre formel des organisations[réf. nécessaire].
Cette vision élargie va connaître un grand retentissement et contribuer au relancement d'une sociologie de l'action en France ainsi qu'au renouveau pratique de l'enseignement et de la recherche en sociologie.
Car pour Michel Crozier, la théorie sociologique n'est pas une fin en soi. Elle doit être utile, produire une connaissance pratique, une connaissance qui puisse être un outil du changement en permettant aux intéressés de mieux comprendre la situation dans laquelle ils se trouvent et donc, d'être mieux à même de la changer.
Très engagé dans le groupe des intellectuels autour de la revue Esprit et membre, dès l'origine du Club Jean-Moulin, il a toujours cherché à faire coïncider son activité de recherche avec son engagement pour la réforme de la société et de l'État français. En témoignent ses ouvrages : La Société bloquée (1970), On ne change pas la société par décret (1979), État modeste, État moderne (1987).

## Ouvrages

### Le Phénomène bureaucratique
1959-1963. Crozier montre que les acteurs placés dans une situation bureaucratique peuvent manquer d'efficacité et d'initiative à cause des règles, celles-ci ne pouvant prévoir tous les cas de figure. Paradoxalement, le fait que les règles paralysent l'action de presque tous les acteurs permet à quelques-uns d'entre eux de prendre une parcelle de pouvoir, en dehors ou à côté de ce qui est prévu par les règlements.
En retour, l'organisation prévoit des règles nouvelles pour empêcher ou pour encadrer fermement ces prises de pouvoir non contrôlées. Ces nouvelles règles contraignantes, qui s'ajoutent aux précédentes, créent chez l'employé une routine néfaste à son efficacité.
La bureaucratie peut donc être caractérisée comme « une organisation qui n'arrive pas à se corriger en fonction de ses erreurs ».

### L'Acteur et le Système
Cet essai décrit et analyse les conditions qui rendent possible l'action collective, donc organisée, des hommes, et les contraintes que cette action collective impose.

#### Le pouvoir
Selon Crozier, il existe 4 sources principales de pouvoir dans les organisations :
- des compétences particulières (par exemple un groupe d’ingénieurs R&D dans une entreprise qui seuls maîtrisent à la fois la biologie et le développement informatique en langage Python, leur permettant d’avoir des compétences en bio-informatique) ;
- des contacts particuliers avec l’extérieur (par exemple un groupe de commerciaux, qui seuls peuvent avoir la confiance de certains clients) ;
- un accès à certaines informations avec une rétention volontaire (par exemple un groupe de chef de service qui seul connaît les dates de fin de contrat de ses consultants prestataires) ;
- ou une maitrise des règles organisationnelles (par exemple un groupe de salariés, qui seuls peuvent maîtriser les règles de l’organisation du fait de leur ancienneté).

## Carrière universitaire

### Chercheur au CNRS
- Attaché de recherche (1952)
- Chargé de recherche (1954)
- Maître de recherche (1964)
- Directeur de recherche (1970)
- Directeur de recherche émérite (1980)

### Universitaire à l'étranger
- Fellow Centre for Advanced Study in the Behavioral Sciences of Stanford, 1959-1960, 1973-1974.

### Missions diverses
- Membre de la Mission à l'Innovation, 1979-1981.
- Membre de la Commission de réflexion sur l'avenir de l'université, 1987.
- Membre de la Mission d'audit social SNCF, 1987-1988.
- Responsable de mission gouvernementale à la demande du ministre chargé de la fonction publique et du plan, Hervé de Charette, sur les innovations technologiques au Japon, aux États-Unis et en Suède, 1987-1988.

#### Distinctions
- Conseiller scientifique au cabinet international de management SMG, depuis 1993.
- Conseiller scientifique du cabinet Andersen Consulting, depuis 1995.
- Lauréat du prix Alexis-de-Tocqueville en 1998 (parrainé par Raymond Barre et Alain Peyrefitte).
- Titulaire d'un doctorat honoris causa de l'ÉNAP en 1998.
- Membre de l'Académie des sciences morales et politiques, section Morale et sociologie, le 14 juin 1999.
- Membre de l'Académie américaine des arts et des sciences (American Academy of Arts and Sciences)
- Membre du comité international de parrainage de la revue Politique américaine.
- Officier de la Légion d'honneur[Quand ?]
- Commandeur de l'ordre national du Mérite

## Principaux ouvrages
- Mouvements ouvriers et socialistes, chronologie et bibliographie (1750-1918) (avec Édouard Dolléans), éd. Ouvrières, 1949

Années 1950
- Usines et syndicats d'Amérique, Éditions Ouvrières, 1951
- Petits fonctionnaires au travail, Paris, éd. du CNRS, 1956

Années 1960
- De la Bureaucratie comme système d'organisation, Archives européennes de sociologie, vol. 2 (1961), pages 18–52
- Le Phénomène bureaucratique, Paris, Le Seuil, 1963, coll. Points et Essais
- Pouvoir et organisation, Archives européennes de sociologie, vol. 5, no 1, pages 52–64
- Le Monde des employés de bureau, 1965

Années 1970
- La Société bloquée, Paris, Le Seuil, 1970
- Sentiments, organisation et systèmes, Revue française de sociologie, no 12, pages 141-154
- Où va l'administration française ?, avec Erhard Friedberg, Catherine Grémion et al., Paris, éd. d'Organisation.
- The Crisis of Democracy, New York University Press, 1975 (avec Samuel P. Huntington et Joji Watanuki)
- L'Acteur et le Système (en collaboration avec Erhard Friedberg), Paris, Le Seuil, 1977[7]
- On ne change pas la société par décret, Paris, Fayard, 1979

Années 1980
- Le Mal américain, Paris, Fayard, 1980
- État moderne, État modeste. Stratégies pour un autre changement, Paris, Fayard, 1986
- L'Entreprise à l'écoute, Paris, Interéditions, 1989
- La Crise de l'intelligence. Essai sur l'impuissance des élites à se réformer, Paris, Interéditions, 1995

Années 2000
- À quoi sert la sociologie des organisations ?, Paris, Arslan, 2000
- Ma belle époque : mémoires [1], 1947-1969, Paris, Fayard, 2002
- Quand la France s'ouvrira, avec Tilliette B., Fayard, Paris 2002
- À contre-courant : mémoires [2], 1969-2000, Paris, Fayard, 2004
- Nouveau regard sur la société française, Paris, Odile Jacob, 2007